# Писки окръг
Писки окръг (на полски: Powiat piski) е окръг в Североизточна Полша, Варминско-Мазурско войводство. Заема площ от 1774,58 км2. Административен център е град Пиш.

## География
Окръгът се намира в историческата област Мазурия. Разположен е в югоизточната част на войводството.

## Население
Населението на окръга възлиза на 58 354 души (2012 г.). Гъстотата е 33 души/км2.

## Административно деление
Административно окръгът е разделен на 4 общини.
Градско-селски общини:
- Община Бяла Писка
- Община Ожиш
- Община Пиш
- Община Ручяне-Нида

## Фотогалерия
- Бяла Писка
- Ожиш
- Пиш
- Ручяне-Нида